# NK Ankaran
Nogometni klub Ankaran Hrvatini, krajše Ankaran Hrvatini, je nogometni klub iz Ankarana.
Leta 2017 je bil sedež kluba preseljen v Koper.
Klub je domače tekme igral na igrišču ŠRC Katarina v Ankaranu, leta 2017 pa na stadionu Bonifika v Kopru. Po raznih zapletih so do konca sezone tekme bile igrane v Športnem parku Nova Gorica v Novi Gorici.
Po štirih drugoligaških sezonah se je klub s tretjim mestom v sezoni 2016/17 uvrstil med elito in igral v Prvi ligi Telekom Slovenije.

## Slike
1. ↑  http://www.prvaliga.si/novica/Ankaran_kljub_zmagi_izpadel?id=46901&id_landing=&id_objekta=15